# Froidmont-Cohartille
Froidmont-Cohartille ist eine französische Gemeinde mit 246 Einwohnern (Stand: 1. Januar 2022) im Département Aisne der Region Hauts-de-France (bis 2015: Picardie). Sie gehört zum Arrondissement Laon, zum Kanton Marle und zum Gemeindeverband Pays de la Serre. 

## Lage
Die Gemeinde Froidmont-Cohartille liegt im Südwesten der Thiérache am Fluss Souche, 16 Kilometer nordnordöstlich von Laon.. Umgeben wird Froidmont-Cohartille von den Nachbargemeinden Voyenne im Norden, Toulis-et-Attencourt im Nordosten, Grandlup-et-Fay im Südosten, Barenton-sur-Serre im Südwesten sowie Dercy im Nordwesten. 

## Bevölkerungsentwicklung
| Jahr                       | 1962 | 1968 | 1975 | 1982 | 1990 | 1999 | 2006 | 2014 | 2021 |
| Einwohner                  | 327  | 278  | 251  | 240  | 234  | 209  | 190  | 262  | 248  |
| Quellen: Cassini und INSEE |      |      |      |      |      |      |      |      |      |

## Sehenswürdigkeiten

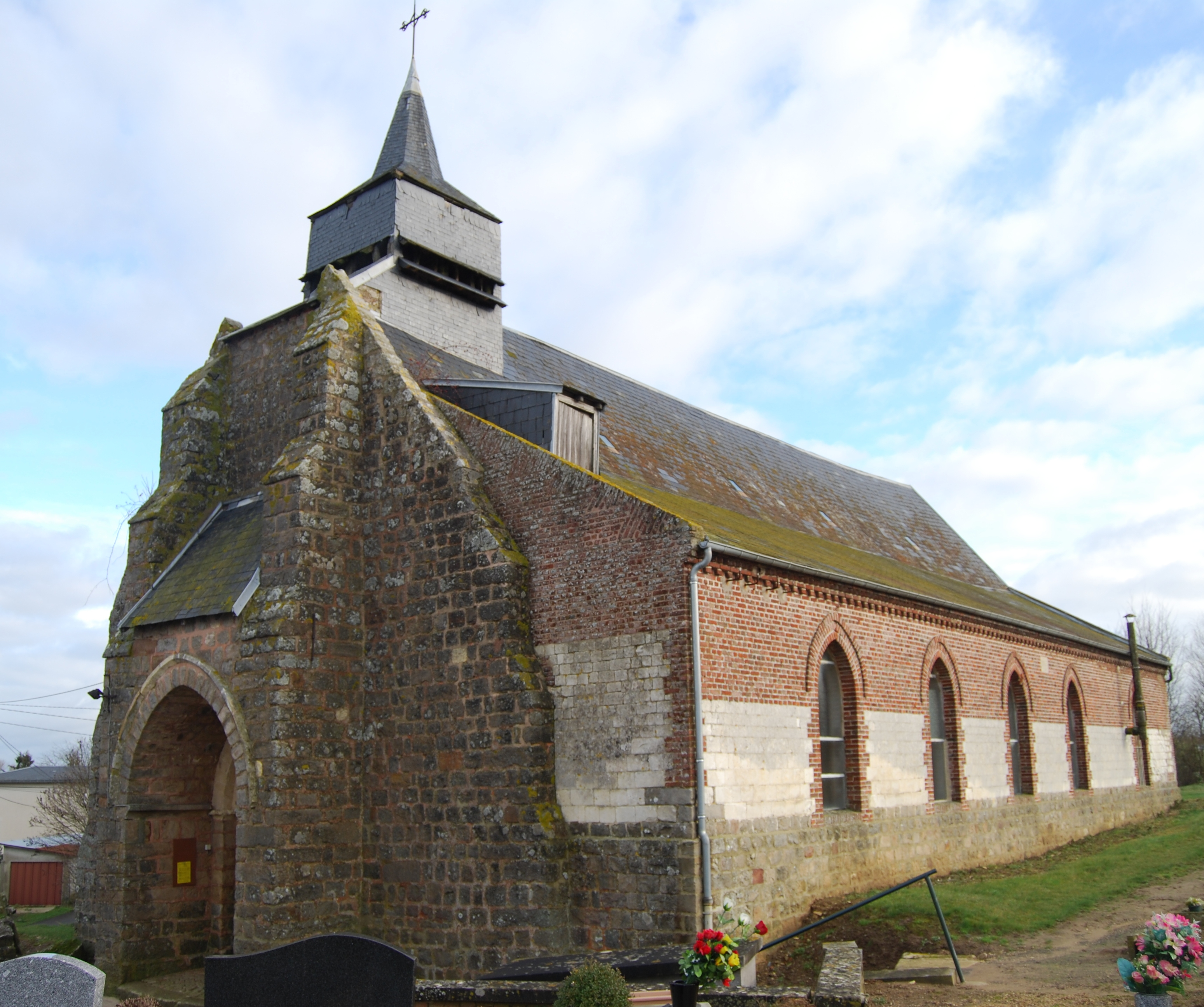
Kirche Saint-Christophe
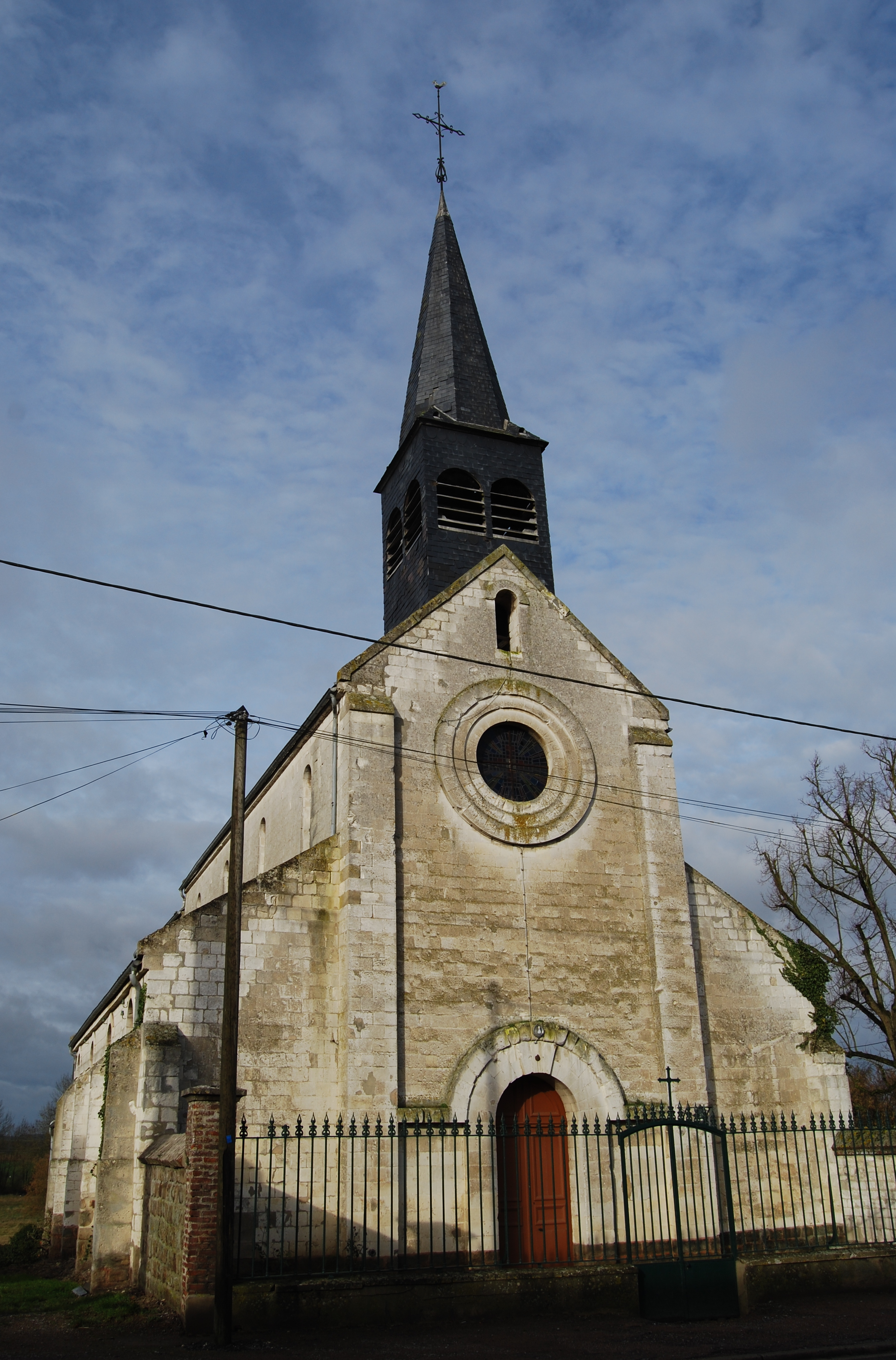
Kirche Saint-Martin
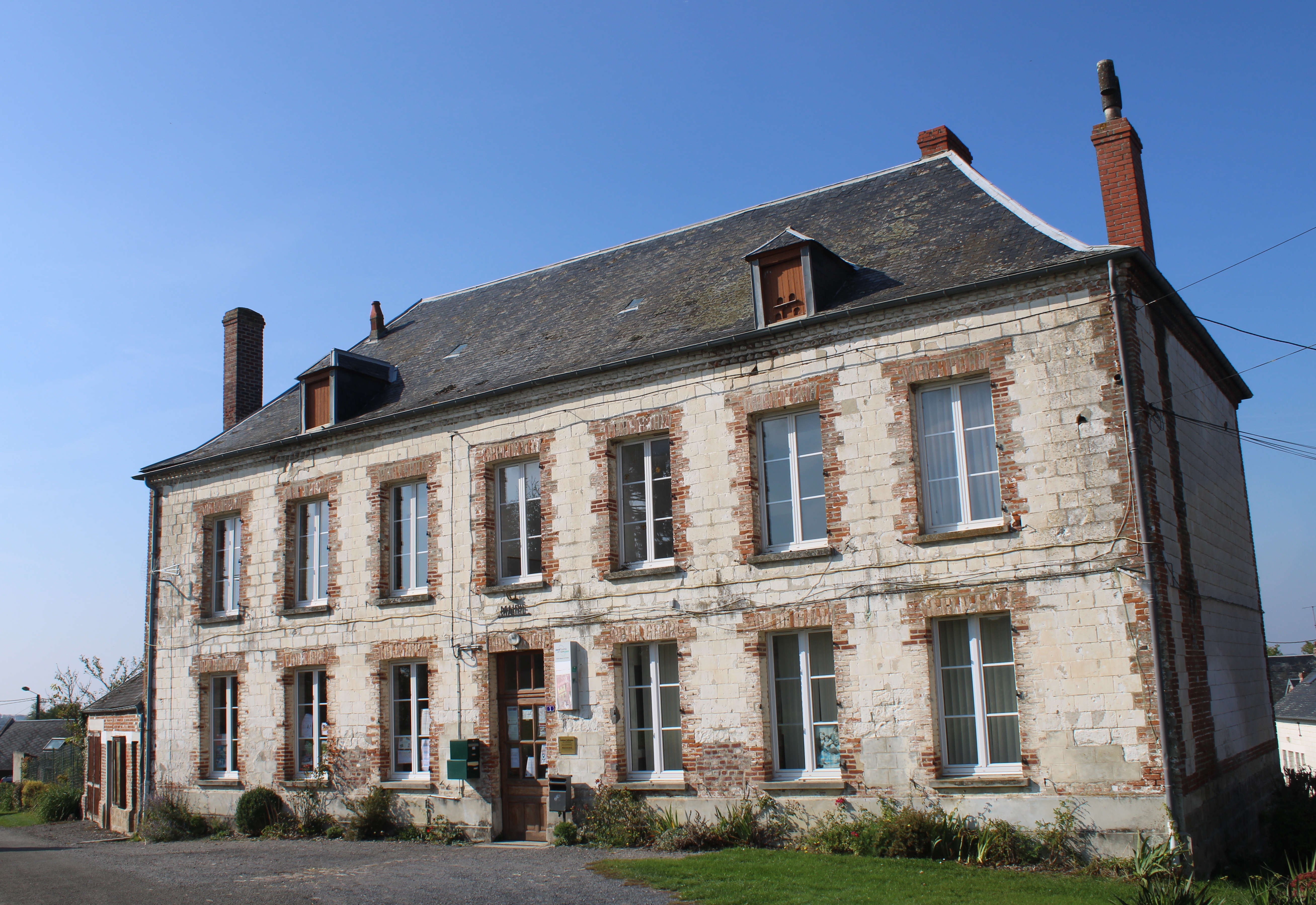
Wasserturm

- Kirche Saint-Christophe
- Kirche Saint-Martin
- Mairie Froidmont-Cohartille